# 斯维亚托斯拉夫·伊戈列维奇

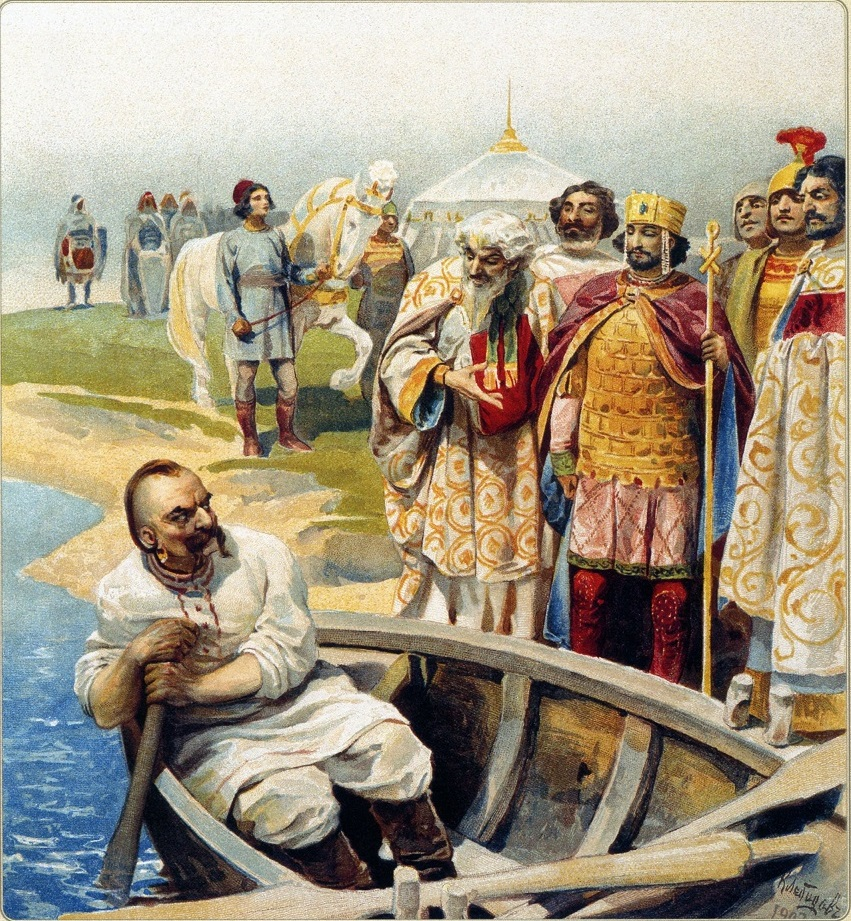
斯维亚托斯拉夫·伊戈列维奇与拜占庭皇帝约翰一世会面

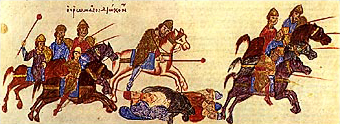
斯维亚托斯拉夫的亲兵被拜占庭军队追击

斯维亚托斯拉夫·伊戈列维奇（羅馬化：Svętoslavŭ Igorevičǐ；942年？—972年），古罗斯军事活动家，基辅大公（约945年 - 972年在位）。

## 早期事迹
斯维亚托斯拉夫·伊戈列维奇是伊戈尔·留里科维奇大公之子，母亲是普斯科夫的奥丽加；从族系来看，他无疑是属于瓦良格人。
编年史对于斯维亚托斯拉夫·伊戈列维奇的早年生活没有任何记载；他可能曾被父亲安排到诺夫哥罗德当王公。945年，伊戈尔在索贡巡行中被德列夫利安人所杀。斯维亚托斯拉夫继承了大公之位，而由母亲奥丽加摄政。大约在957年前，罗斯国家的权力完全集中于奥丽加一人手中。
斯维亚托斯拉夫·伊戈列维奇成年后，开始为扩张基辅罗斯的势力而连年作战。他几乎终生都在与邻近部落的战争和对巴尔干地区的远征中度过，因此直到969年奥丽加去世前，罗斯国内的一切事务实际均由奥丽加执掌。经过长期的征讨，斯维亚托斯拉夫建立了一个巨大的、包含许多民族的政治联合体，其疆域自伏尔加河延伸至多瑙河。当然，由于生产力和文化的明显落后，这个联合体实在没有多少经济基础。
斯维亚托斯拉夫·伊戈列维奇最成功的对外战争之一是彻底打败了可薩汗國。许多年来，属于突厥系统的可薩人都是东欧最强大的民族，并且控制了其周围不少弱小民族（其中有些实际上只能称为部落）。斯维亚托斯拉夫·伊戈列维奇决定消灭这个妨碍他在东欧扩张的最大障碍。从964年开始，他向属斯拉夫人系统的维亚季奇人（一般认为与现代的白俄罗斯人有关）发动一系列军事行动，迫使这个民族放弃与可薩人的同盟关系，臣服于基辅大公。大约在10世纪60年代末，斯维亚托斯拉夫·伊戈列维奇向可薩人本身发动进攻，最后消灭了他们的汗国。
在打败可薩人之后，斯维亚托斯拉夫在邻近地区已无对手。他在965年打败了伏尔加保加利亞人，从而控制了大部分伏尔加河流域地区。向南方的打击也同时展开：斯维亚托斯拉夫在内高加索地区主动出击，摧毁了一个可薩人的据点，并击败了其他一些突厥部落。

## 与东羅馬帝国的戰爭
斯维亚托斯拉夫·伊戈列维奇的活动引起了拜占庭帝国的注意。在惊恐地看着这股新兴力量迅猛发展时，拜占庭人也希望利用斯维亚托斯拉夫来反对他们的宿敌保加利亚人。968年，拜占庭主动建议与斯维亚托斯拉夫·伊戈列维奇联合打击第一保加利亚王国，其中自然也有希望保加利亚人与罗斯人两败俱伤的含义；但斯维亚托斯拉夫把这当作他进入巴尔干地区的最好跳板，毫不犹豫地侵入保加利亚，并很快攻占了位于多瑙河河口的城市普列斯拉夫（第一保加利亚王国的首都）。有一段时间，看起来他几乎要囊括整个保加利亚，把这个国家变成基辅罗斯的一部分。保加利亚国王彼得一世退位了，其继承人鲍里斯二世似乎打算向斯维亚托斯拉夫屈服。拜占庭人开始察觉到自己的重大失策。为避免斯维亚托斯拉夫·伊戈列维奇彻底控制巴尔干地区（这里是拜占庭帝国的要害），他们开始实施各种手段。968年拜占庭人成功唆使突厥部落佩切涅格人进攻基辅，将奥丽加和斯维亚托斯拉夫的三个年幼的儿子围困在城内。斯维亚托斯拉夫被迫回师罗斯，但一迄围攻基辅的佩切涅格人被击退，他就又率军杀入保加利亚。
在这种情况下，拜占庭帝国皇帝约翰一世·齐米斯基斯决心以真正的军事力量对抗斯维亚托斯拉夫·伊戈列维奇。971年，斯维亚托斯拉夫联合保加利亚人和匈牙利人与拜占庭军队在巴尔干半岛展开激战。斯维亚托斯拉夫最終慘敗，其军队死傷大半並被围困达3个月之久。儘管拜占庭方面並未徹底全殲罗斯人的军队，斯维亚托斯拉夫·伊戈列维奇仍然被迫求和放弃对保加利亚领土的要求並撤出保加利亞。这是希腊人第一次见到这位异族王公的模样。拜占庭历史学家对斯维亚托斯拉夫·伊戈列维奇的异教徒形象多有描述。
在返回基辅的途中，很可能是由于拜占庭人的故意通风报信，斯维亚托斯拉夫·伊戈列维奇撤退至第聂伯河沿岸被他的宿敌佩切涅格人伏击。在经过激烈战斗之后，罗斯的殘兵被消灭，斯维亚托斯拉夫阵亡（972年）。据《往年纪事》记载，斯维亚托斯拉夫·伊戈列维奇的头颅被佩切涅格人的汗按游牧民族的习惯割下来作成了杯子。

## 其它
尽管其母奥丽加皈依了基督教，斯维亚托斯拉夫·伊戈列维奇是不折不扣的异教徒。他的“后宫”和拜占庭文献中关于其穿着的记载就说明了这一点。但是，在奥丽加去世后，斯维亚托斯拉夫尊重她的意见，没有为她举行有异教徒特点的传统葬仪。在斯维亚托斯拉夫的儿子弗拉基米尔·斯维亚托斯拉维奇统治时期，罗斯最终成为基督教国家。

## 后代
- 亚罗波尔克·斯维亚托斯拉维奇，普列季斯拉娃所生
- 奥列格·斯维亚托斯拉维奇，叶斯菲丽所生
- 弗拉基米尔·斯维亚托斯拉维奇，玛露莎所生